# Louis Washkansky
Louis Washkansky (født 1913, død 21. december 1967) var den første mand der overlevede at få foretaget en hjertetransplantation, gennemført af den sydafrikanske læge Christiaan Barnard og et hold på 30 personer på Groote Schuur Hospital i Cape Town, Sydafrika, 3. december 1967.
Louis Washkansky, der var fra Sydafrika, 55 år og diabetiker, levede med sit nye hjerte i 18 døgn, hvor han blandt andet talte med sin kone og med journalister, hvorefter han døde af lungebetændelse.